# ستيوارت تورنبول
ستيوارت تورنبول هو اقتصادي كندي، ولد في 1947.